# أبو القاسم الدقاق
عبيد الله بن عثمان بن يحيى، أبو القاسم الدقاق المعروف بابن جنيقا، (318 هـ- 390 هـ)، من رواة الحديث النبوي.

## روايته للحديث النبوي
- سمع: الحسين بن محمد بن سعيد المطبقي، والقاضي أبا عبد الله المحاملي، ومن بعدهما.
- حَدَّثَ عنه: الأزهري، والعتيقي، ومحمّد بن علي العلاف. وكان أكثر سماعه من أبي الحسن بن الفرات، لإخوة كانت بينهما.
- الجرح والتعديل: قال أبو الفتح بن أبي الفوارس: ثقة مأمون فاضل حسن الخلق ما رأينا مثله في معناه. وقال الخطيب البغدادي: كان صحيح الكتاب كثير السماع ثبت الرواية.